# Демченко, Александр Александрович
Алекса́ндр Алекса́ндрович Де́мченко (род. 2 августа 1989, Курская область) — русский писатель, драматург, публицист и журналист.

## Биография
Родился в 1989 году в Железногорске Курской области. Окончил Курский государственный университет. Пишет короткие рассказы, повести и пьесы. Публиковался в журналах «Новый мир», «Знамя», «Москва», «Литературной газете». Неоднократный участник Форума молодых писателей России, стран СНГ и зарубежья «Липки», мастерских и резиденции АСПИР, литературной мастерской Сергея Лукьяненко. Победитель Международного конкурса драматургов «Евразия».
По пьесам Демченко поставлены спектакли в разных городах России. В Курском драматическом театре спектакль «Дуга. Женщина в тени огромного леса» стал дипломантом Российской национальной театральной Премии-Фестиваля «Золотая маска» в номинации «100 лучших спектаклей сезона 2023—2024», спектакль «Как я остался человеком» . В театре «Левендаль», Санкт-Петербург, спектакль по Стругацким «Град обреченный». В Томском областном театре драмы спектакль «Красный обоз».
Александр Демченко публикует статьи в качестве литературного критика, например, о книге Андрея Авраменкова «Город под прицелом», о повести Ильи Кочергина «Западный выход», о книге Валерии Троицкой «Донецкое море. История одной семьи», о книге Анны Долгаревой «Я здесь не женщина, я фотоаппарат».

## Современники об Александре Демченко
Наталья Латышева («Литературная Россия»)
«Рассказы Демченко — панк историй 90-х, период, который так и не кончился в советско-русском сознании: низменные страсти, подъездные истерии, рвущие тонкую русскую душу. Его стиль — жёсток, жизнь без прикрас, без ограничений, и всё с огромным чувством вины, острые социальные конфликты, действие без противодействия»
Ирина Кумова («Литературная газета»)
«Спектакль „Как я остался человеком“ в постановке режиссёра Вадима Павленко по пьесе Александра Демченко оказался предельно искренней историей с яркими и точными метафорами, тонкими аллюзиями, оригинальными сценическими решениями»
Искандер Сакаев (Режиссёр)
«Дуга. Женщина в тени огромного леса» — новый шаг в драматургии, отважиться на который может не каждый автор. Внутри текста — и документальные, и игровые составляющие, мощное фантасмагорическое начало"